# Herman Rarebell
Herman' 'Ze German' 'Rarebell (* jako Hermann Erbel 18. listopadu 1949 Schmelz, Západní Německo) je německý bubeník, který se proslavil jako člen skupiny Scorpions, ve které hrál mezi lety 1977 až 1995; objevil se na jejich 8 studiových albech.
V době kdy se ke Scorpions přidal byla jeho angličtina ze všech členů skupiny na nejlepší úrovni a tak se stal důležitým skladatelem; podílel se na klasických písních jako 'Another Piece of Meat', 'Falling in Love' a druhém singlu z alba Savage Amusement 'Passion Rules The Game' a psaní textů k některým z nejznámějších skladeb Scorpions jako např. 'Rock You Like a Hurricane', 'Make It Real', 'Dynamite', 'Blackout', 'Arizona', 'Bad Boys Running Wild', 'Don't Stop At the Top', 'Tease Me Please Me' a další.